# Ukrajinska ljudska republika
Ukrajinska ljudska republika (ukrajinsko Українська Народна Республіка, latinizirano: Ukrajins'ka narodna respublika) je bila kratkoživa država v Vzhodni Evropi. 
Pred razglasitvijo republike je bil marca 1917 zaradi februarske revolucije izvoljen Centralni svet Ukrajine, ki je junija razglasil ukrajinsko avtonomijo v okviru ruske države. Njeno avtonomijo je pozneje priznala začasna ruska vlada. Po oktobrski revoluciji je Centralni svet Ukrajine obsodil boljševiški prevzem oblasti in razglasil Ukrajinsko ljudsko republiko na  ozemlju, ki je vključevalo približno osmih ruskih cesarskih gubernij: Kijev, Volinija, Harkov, Herson, Jekaterinoslav, Poltava, Černigov in Podolje. Svojo neodvisnost od Rusije je uradno razglasila 22. januarja 1918. 
V svojem kratkem obstoju je republika šla skozi več političnih transformacij – od socialistične republike, ki jo je vodil Centralni svet Ukrajine z generalnim sekretariatom, do socialistične republike, ki jo je vodil Direktorat in Simon Petljura. Med aprilom in decembrom 1918 je bila socialistična oblast Ukrajinske ljudske republike suspendirana, potem ko jo je strmoglavila pronemška ukrajinska država Pavla Skoropadskega. Slednjega je kmečki kongres izvolil za hetmana Ukrajine. Po razpadu hetmanata je Ukrajinska ljudska republika januarja 1919 razglasila združitev z Zahodnoukrajinsko ljudsko republiko in po poljsko-ukrajinski vojni sklenila zavezništvo z Drugo poljsko republiko. 10. novembra 1920 je republika izgubila preostanek svojega ozemlja v korist boljševikov. Riški mirovni sporazum, sklenjen 18. marca 1921 med Poljsko, Sovjetsko Rusijo, ki je delovala tudi v imenu Sovjetske Belorusije, in Sovjetsko Ukrajino je zapečatil usodo Ukrajinske ljudske republike. 
Po oktobrski revoluciji so se na ozemlju Ukrajine oblikovale številne vlade, predvsem Ukrajinska ljudska republika sovjetov s sedežem v Harkovu in njene sovjetske naslednice. Ta sila se je skupaj z Ukrajinsko ljudsko republiko, belim gibanjem, Poljsko, zelenimi vojskami in anarhisti neprestano bojevala med seboj, kar je povzročilo veliko žrtev med Ukrajinci, ki so se borili v ukrajinski vojni za neodvisnost kot delu širše ruske državljanske vojne 1917–1923. Na koncu Sovjetska Rusija razširila svoj nadzor nad tem, kar je na koncu postalo Ukrajinska sovjetska socialistična republika, ki je leta 1922 postala ustanovna članica Sovjetske zveze.

## Nastanek
Na začetku 20. stoletja je bila Ukrajina v carski Rusiji rusificirana. Veleposestniki so bili Rusi. V ruskih rokah so bili tudi javna uprava, sodstvo, vojska, železnica in pošta.
Po oktobrski revoluciji je Ukrajinski centralni svet (tudi: Ukrajinska centralna rada) s sklepom z dne 20. novembra 1917 slovesno naznanil ustanovitev Ukrajinske ljudske republike januarja 1918 kot dela federativne Ruske republike. Do njene ustanovitve je nato sledilo obdobje obsežne državne neodvisnosti Ukrajine pod upravo Centralnega sveta, čeprav ga takratna ruska začasna vlada ni priznavala.
Meščanski Centralni svet, ki mu je predsedoval Mihajlo Gruševski, je 25. januarja 1918 v Kijevu razglasil neodvisnost Ukrajine (Ukrajinske ljudske republike). 30. januarja 1918 je Vsevolod Golubovič postal predsednik vlade nove države.
29. aprila 1918 je bila z državnim udarom vzpostavljena Ukrajinska država (Hetmanat), ki jo je vodil Pavlo Skoropadski. Po koncu Hetmanata je bila 14. decembra 1918 ponovno vzpostavljena Ukrajinska ljudska republika.

## Politika
9. februarja 1918 je Ukrajinska ljudska republika v Brest-Litovsku sklenila s Centralnimi silami ločeni mir (Brotfrieden). Ker so ruske boljševiške sile iz Rusije in severovzhodne Ukrajine pregnale Rado iz Kijeva, je ta poklicala na pomoč Centralne sile. 18. februarja je nato s svojimi enotami v Ukrajino vkorakalo Nemško cesarstvo, 28. februarja pa še Avstro-Ogrska. Do konca aprila so osvojili celotno Ukrajino, v začetku maja pa še Krim in ozemlja vzhodno od Rostova na Donu. Ker so Centralne sile prejele manj pošiljk hrane kot je bilo obljubljeno v Brest-Litovsku in so bile zato nezadovoljne s politiko Centralne vlade, so 29. aprila 1918 podprle državni udar bivšega carskega generala Pavla Skoropadskija in ga priznale kot hetmana. Skoropadskij je obnovil bivšo carsko upravo, revidiral številne politične odločitve Centralne rade in vodil desno usmerjeno, zelo nacionalistično politiko. To je bilo poudarjeno tudi s preimenovanjem države v Ukrajinsko državo. Simon Petljura je v njegovi vladi postal vojni minister. S pomočjo upravnega aparata ter ob podpori nemške in avstro-ogrske zasedbene vojske je lahko Skoropadskij prvič v zgodovini vzpostavil ukrajinsko državo od Dona do Buga.
Meščanska Ukrajinska ljudska republika je bila od začetka naprej v boju za oblast s prosovjetsko vlado v Harkovu, ki se je oblikovala decembra 1917.

### Zunanja politika
Na začetku so obstajali federativni stiki z Rusijo. Ko je januarja 1918 v Kijevu izbruhnila boljševistična vstaja, so se ti stiki občutno ohladili; politični spopadi so nato eskalirali v ukrajinsko-sovjetsko vojno. Temu primerno je Ukrajinska ljudska republika v poljsko-sovjetski vojni stopila na stran Poljske.
Ukrajinsko ljudsko republiko so de iure priznali Latvija, Litva, Estonija, Demokratična republika Gruzija, Azerbajdžanska demokratična republika, Nemško cesarstvo, Bolgarija, Osmansko cesarstvo, Kraljevina Romunija, Češkoslovaška, Sveti sedež in končno tudi Sovjetska zveza. Avstro-Ogrska jo je priznala le de facto; de facto priznanje pa so ji jamčili tudi Švica, Danska, Švedska in Iran.

## Konec države
Po odhodu avstro-ogrskih in večine nemških enot se Hetmanat ni mogel več držati; nasledil ga je direktorij Ukrajinske ljudske republike. V teku ruske državljanske vojne so boljševiki zasedli Kijev. 14. januarja 1919 je sledila razglasitev Ukrajinske SSR, ki se je pozneje združila z Zahodnoukrajinsko ljudsko republiko.
Država je prenehala obstajati februarja 1920, ko je celotno Ukrajino zasedla Rdeča armada. Toda vojska Ukrajinske ljudske republike se je v poljsko-sovjetski vojni še naprej borila na strani Poljske. Po podpisu riškega miru je bila usoda Ukrajinske ljudske republike dokončno zapečatena. Ukrajinske vojake na Poljskem so internirali; v skladu z riškim mirom je ozemlje Zahodnoukrajinske ljudske republike pripadlo Poljski.
Do leta 1992 je v Münchnu obstajala vlada v izgnanstvu Ukrajinske ljudske republike. 22. avgusta 1992 je zadnji predsednik ukrajinske vlade v izgnanstvu Mikola Plavjuk predal insignije Ukrajinske ljudske republike novemu, demokratično izvoljenemu predsedniku Ukrajine Leonidu Kravčuku. Istočasno je priznal leta 1991 ustanovljeno Ukrajino kot pravno naslednico Ukrajinske ljudske republike.